# Манонкур-ан-Вуавр
Манонку́р-ан-Вуа́вр (фр. Manoncourt-en-Woëvre) — коммуна во французском департаменте Мёрт и Мозель региона Лотарингия. Относится к  кантону Домевр-ан-Э.	

## География
Манонкур-ан-Вуавр расположен в 22 км к северо-западу от Нанси. Соседние коммуны: Домевр-ан-Э и Трамблекур на севере, Розьер-ан-Э на востоке, Авренвиль и Жайон на юго-востоке, Андийи, Мениль-ла-Тур и Руайоме на западе.
Рядом с Манонкур-ан-Вуавр находится бывшая военно-воздушная база 136 Туль-Розьер.

## История
- На территории коммуны находятся следы галло-романской культуры.

## Демография
Население коммуны на 2010 год составляло 229 человек.
| 1962 | 1968 | 1975 | 1982 | 1990 | 1999 | 2010 |
| ---- | ---- | ---- | ---- | ---- | ---- | ---- |
| 135  | 130  | 133  | 209  | 201  | 203  | 229  |

## Достопримечательности
- Церковь XVIII века.